# Sauerland

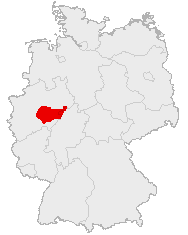
Sauerland

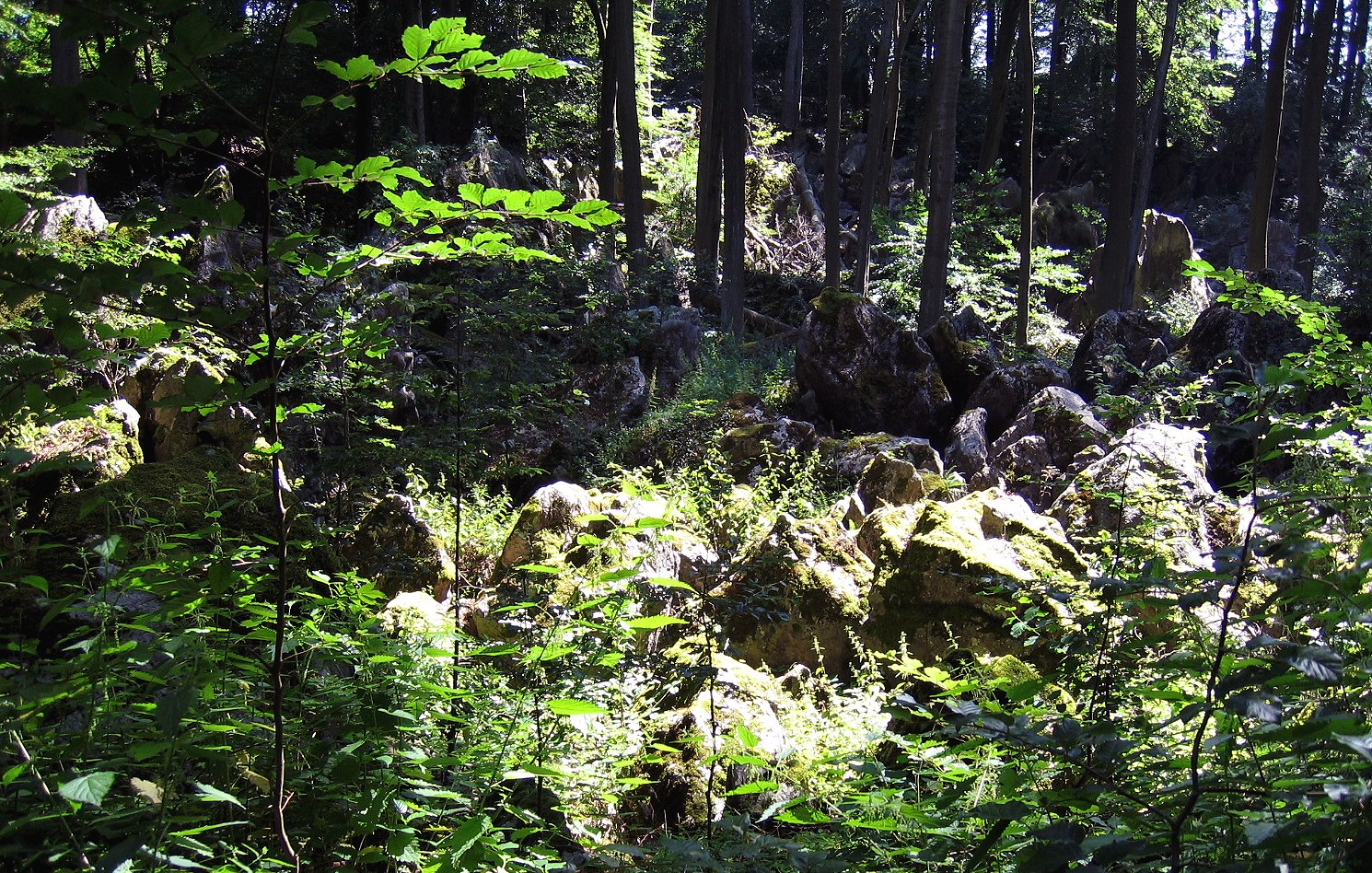
Sauerland: Felsenmeer Hemer

Il Sauerland è una regione collinare scarsamente popolata nella zona sud-orientale della regione della Renania Settentrionale-Vestfalia, in Germania, comprendente la parte nord orientale del Massiccio Scistoso Renano. È delimitata a Nord dal fiume Ruhr e a Sud dalla Sieg.
In questa regione sono sviluppate la piccola industria, l'agricoltura ed il turismo, quest'ultimo per la presenza di boschi e di colline che, anche se non superano gli 800 metri, sono visitate d'inverno come località sciistiche e d'estate come mete per escursionismo a piedi o in mountain bike; inoltre sono ricche di reperti fossili, la cui ricerca attira collezionisti. Le attività industriali si concentrano nelle valli nord-occidentali in prossimità dei bacini carboniferi della regione della Ruhr. I principali centri sono Arnsberg, Brilon, Iserlohn, Lüdenscheid e Meschede.